# Јелси
Јелси (итал. Jelsi) је насеље у Италији у округу Кампобасо, региону Молизе.
Према процени из 2011. у насељу је живело 1310 становника. Насеље се налази на надморској висини од 608 м.

## Становништво
| 1936. | 1951. | 1961. | 1971. | 1981. | 1991. | 2001. | 2011. |
| ----- | ----- | ----- | ----- | ----- | ----- | ----- | ----- |
| 3.340 | 3.630 | 2.966 | 2.151 | 2.017 | 2.040 | 1.917 | 1.797 |